# L'Étape (roman)
Pour les articles homonymes, voir L'Étape.
L’Étape est un des romans majeurs de Paul Bourget (1852 † 1935), rédigé d'octobre 1901 à mai 1902 et qui inaugure dans l’œuvre de l'auteur du Disciple un genre nouveau : le roman à thèse, que Paul Bourget préfère nommer « le roman d’idées ».
Parue quelque temps après L’Affaire Dreyfus, cette littérature engagée à forte teneur idéologique permet à l’académicien de développer les thèmes sociaux, religieux et politiques qui lui sont chers et qu’il a découverts en lisant Louis de Bonald, théoricien de la Contre-révolution, adversaire complet des idées révolutionnaires et de l’esprit des Lumières.
Paul Bourget oriente son roman en faveur d’une réaction royaliste et religieuse, de la défense de l’Église catholique, de la famille traditionnelle et des valeurs patriotiques.

## Titre et dédicace
L'ouvrage est dédié à Eugène-Melchior de Vogüé.

## Résumé
Roman traditionaliste, L'Étape relate principalement l'ascension sociale et la conversion d'un jeune homme, Jean Monneron, socialiste et anticlérical au monarchisme et au catholicisme, avec l'aide d'un philosophe chrétien qui le suit dans sa progression.
Au début du XXe siècle, dans une France malade d'individualisme, d'idées égalitaires héritées de la Révolution française et de démocratie, Joseph Monneron, jacobin avéré et fils de cultivateur, est parvenu, grâce aux concours, à devenir professeur dans un lycée de la République. Il est déraciné et déclassé par le haut, « il a brûlé une étape et paie la rançon de cette erreur : son épouse est vaniteuse et inintelligente, un de ses fils est un voleur et un maître chanteur, sa fille, enceinte, tente de tuer son ancien amant et de se suicider ». Devant le spectacle de la débâcle morale de sa propre famille, Jean Monneron, le cadet, comprend l'importance de la Tradition, la vérité du catholicisme. Il épouse une jeune fille intelligente et fonde une famille bourgeoise. Parallèlement à l'histoire de la famille Monneron, Paul Bourget décrit l'échec d'une université populaire, l'Union Tolstoï, fondée avec l'aide de Jean Monneron et de Rumesnil, par un jeune millionnaire Crémieux-Dax, type intéressant de juif idéaliste, absorbé par des rêves de régénération sociale.

## Personnages

### Joseph, Antoine et Julie Monneron
Joseph Monneron, fils de paysan et titulaire de plusieurs bourses, a pu, grâce à l'État donc, s'affranchir du milieu rural paternel et il enseigne au lycée Louis-le-Grand. Il est un pur produit de l'école de la République. Aveuglé par les idées jacobines — puisqu'il défend les principes de 1789 et la laïcité — il a épousé une femme gaspilleuse, « vulgaire, de cœur étroit et d'esprit court ». Chaque membre de la famille de Joseph Monneron semble un étranger pour les autres et évolue dans un univers étriqué dans lequel cette famille, en état de décomposition, essaie de « paraître ». Le fils ainé de la famille Monneron, Antoine Monneron, a fréquenté au lycée des jeunes gens riches qui ont une mauvaise influence sur lui puisque pour satisfaire son envie de luxe, il commet des indélicatesses et devient un escroc. Julie Monneron s'est laissé séduire par un jeune aristocrate sans scrupule et, enceinte, a projeté de se venger par le meurtre du séducteur.

### Jean Monneron
Jean Monneron est le personnage central du roman. Élevé dans l'athéisme par un père professeur, républicain radical et libre penseur, il est le cadet et a échappé à la corruption. Il effectue le cheminement qui le conduit vers la foi chrétienne et vers le monarchisme. Jean Monneron n'a pas la foi dans les premières pages du récit mais il subit l'influence d'un professeur de philosophie, Victor Ferrand, dont il s'éprend de la fille. Ce camarade de classe de son père, Joseph Monneron, est un disciple de Bonald et de Le Play ; il est donc un penseur catholique et un chrétien avoué.

### Victor Ferrand
Victor Ferrand est l'ancien condisciple de Joseph Monneron à l'École normale supérieure, professeur de philosophie au lycée Henri-IV, catholique traditionaliste et contempteur des « faux dogmes de 1789 ». Ce personnage représente la voie que Bourget recommande.

## Structure narrative
Dans le débat sur la définition du roman qui oppose, au début du XXe siècle, Paul Bourget à Albert Thibaudet, l'auteur de L'Étape défend l'idée du schéma du roman français traditionnel, c'est-à-dire une œuvre qui raconte une histoire, une intrigue, et dans laquelle chaque passage concourt au dénouement final. Dans cette suite d'épisodes qui a pour but d'acheminer l'histoire vers sa conclusion, les personnages « sont des exemples habilement choisis » et mobilisés pour la démonstration finale.
L'auteur intervient tout au long de la trame pour expliquer les états d'âme de ses personnages (métalepse narrative). Sans possibilité de laisser au lecteur une activité interprétative, celui-ci a donc « une activité minimale » puisque le but de ce roman est de le rallier à une thèse. Béatrice Laville évoque un véritable « pacte de lecture » entre l'auteur et le lecteur puisque le premier utilise des tournures qui ne peuvent être comprises que par un public averti et complice : l'ironie que Bourget déploie à l'égard de l'érudition de Joseph Monneron ne peut être comprise que par un lecteur raffiné et acquis aux idées du romancier. Susan Suleiman a théorisé les fondements de ce genre littéraire dans son étude sur le roman à thèse en remarquant que Bourget, dans L'Étape, s'efforce d'amener son lecteur à se transformer en fonction des valeurs qu'il lui propose. Cette technique, étayée par l'insertion d'éléments d'érudition (principalement les thèses de Théodule Ribot sur les « maladies de la volonté » ou les théories d'Eduard Von Hartmann et mobilisés pour la démonstration finale par exemple) pour renforcer l'autorité de la thèse qui prend corps au fil des pages, rend le genre sérieux, austère et l'auteur, le narrateur, les personnages, suivent une voie tracée à l'avance vers la démonstration finale.
Paul Bourget construit aussi une communauté de visées et d'expériences au fur et à mesure que s'affirme sa thèse en utilisant un « nous » de connivence et des épiphrases fréquentes (« comme nous nous rappelons », « vous me direz ») destinés à ménager la mémoire du lecteur. Enfin, cette technique littéraire du discours commentatif, présente dans L'Irréparable, Cruelle énigme, ou L'Étape entre autres, est, selon Colette Becker, une des raisons de la désaffection contemporaine de l'œuvre de Bourget.

## Thèmes développés dans l'œuvre
L'Étape renferme deux thèses, l'une sociale, l'autre religieuse.

### Thèse sociale, critique du système démocratique

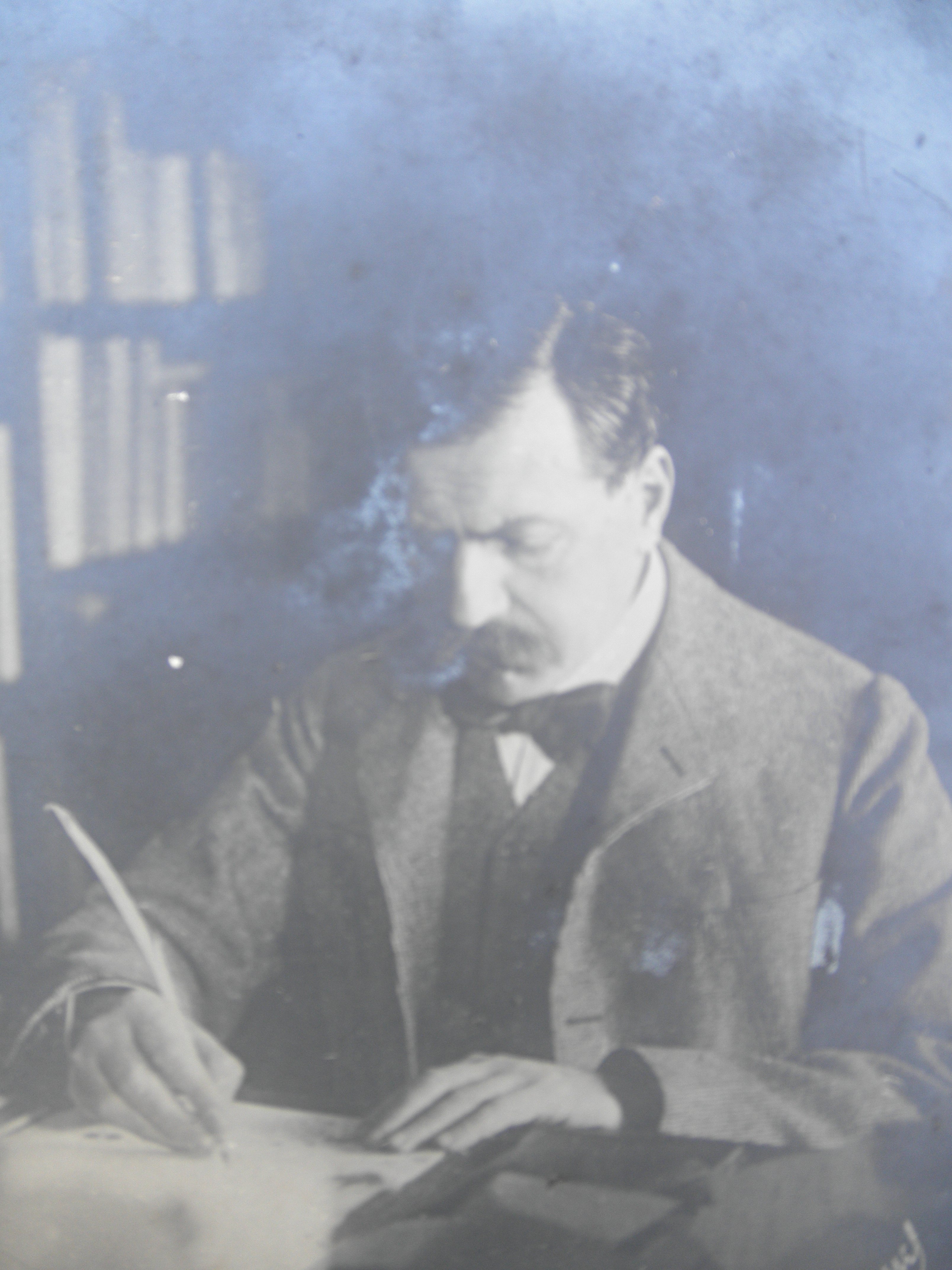
Le théoricien catholique à l'œuvre.

L'élévation trop rapide dans l'échelle sociale est un danger. Le système démocratique crée, en effet, des envies et invite à toutes les ambitions et de ce fait, ne respecte pas les hiérarchies nécessaires à l'ordre. Cette étude des classes sociales et de leur hiérarchisation fait de L'Étape, selon Denis Pelletier, une « transposition littéraire » des travaux du sociologue catholique Frédéric Le Play, connu pour son enquête monographique sur le rétablissement d'un ordre social traditionnel. Pour l'écrivain, l'Ancien Régime permet une ascension sociale plus respectueuse de la nature humaine. Ce déclassement social par le haut, trop rapide, engendre l'anarchie. L'étape du niveau social supérieur peut toujours être franchie par les individus de valeur mais « il s'agit de savoir si l'étape, franchie au hasard, sera un bienfait pour eux, leur famille et la société ».
Avant Paul Bourget, d'autres écrivains comme Maurice Barrès (Les Déracinés, 1897) ou Édouard Estaunié (Le Ferment, 1899) traitent ce problème des risques d'une ascension sociale trop rapide et artificielle. « Le désarroi d'une famille entière » incite Jean Monneron à rechercher un exemple, un modèle de vertu, qu'il trouve dans le personnage de Victor Ferrand, symbole du catholicisme traditionnel et véritable « guide moral ». Ce rapprochement du héros vers un philosophe symbolisant l'ordre, la tradition et l'autorité permet à Susan Suleiman d'affirmer qu'après 1900, l'œuvre de Bourget devient « une fiction autoritaire » dans laquelle ses protagonistes sont influencés par des « personnages d'autorité » (prêtres, nobles, penseurs ou bourgeois traditionalistes).

Paul Bourget s'appuie sur les développements philosophiques de Louis de Bonald pour démontrer que la Révolution française est responsable des grands maux de la société au tournant du siècle : 

« La Révolution a été faite par des lettrés, des idéologues, des légistes qui sont allés toucher précisément à cette réserve de force. Bonald a, dès le premier jour, porté le combat d’idées sur ce terrain. Il a vu dans cette atteinte à la famille le crime moral de ces réformateurs dangereux « qui ont pris », disait-il énergiquement, « la société à démolir, pour avoir l’honneur et le profit de la reconstruire. Téméraire entreprise et dont ils ne pouvaient garantir que la moitié ! » Tout son effort a consisté à établir que la Famille est le commencement et le terme de la Société. Elle en est le commencement, car les rapports, de père, de mère et d’enfant sont primordiaux. C’est la cellule irréductible et qui ne peut se ramener à un élément plus simple. Elle en est le terme, car, suivant que le corps social est sain ou malade, cette cellule familiale est elle-même saine ou malade, en sorte qu’elle est tout ensemble, cause et effet. La méconnaître, c’est tout méconnaître. La détruire, c’est tout détruire. La restaurer, ce serait tout restaurer. »

D’après Paul Bourget, la famille traditionnelle tient un rôle essentiel : la décadence provient de la décomposition du système ou de l’émancipation de l’individu. La famille constitue un relais incontournable entre les citoyens et la nation. « Aux épreuves familiales du protagoniste Jean Monneron qui se trouve tiraillé entre deux familles contrastées entre Tradition et Évolution et entre deux pères, à savoir Joseph Monneron et Victor Ferrand, s’ajoute une épreuve d’un autre type. Cette dernière a pour cadre la famille associative de l’Union Tolstoï, dont la crise atteste le pullulement inorganique d’une société qui se désagrège, d’un corps collectif en décadence. »

### Thèse religieuse, nécessité d'une éducation saine

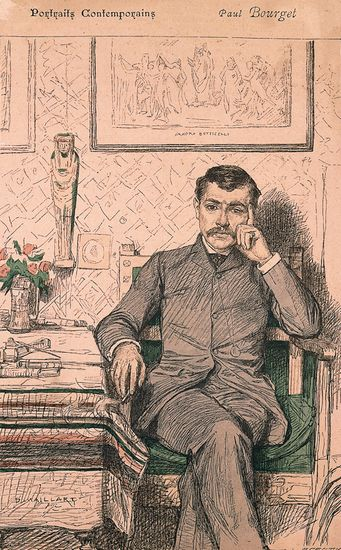
Paul Bourget dans son bureau en 1887.

Le danger d'une ascension sociale trop rapide et mal maîtrisée est un danger moral. Ce danger peut être conjuré par une éducation religieuse qui va être un frein dans une société démocratique ou les forces de l'esprit se trouvent diminuées. Jean Monneron, finalement converti à la foi et aux valeurs traditionnelles de l'ancienne France « trouve un étayage et un sens suffisant à ces principes pour vivre probablement une vie d'homme accompli ». L'Étape entend démontrer que la valeur sociale du catholicisme donne la force aux gens du peuple « de supporter un sort médiocre alors qu'ils voient autour d'eux tant de destins plus enviables ».
Attaché au principe d'une éducation religieuse traditionnelle, le romancier combat toute sa vie le principe de l'école unique au nom d'une éducation saine. Il critique en conséquence, et avec virulence, le modernisme sous toutes ses formes. Il s'en prend notamment à Alfred Loisy dans une lettre à Ferdinand Brunetière et au mouvement du Sillon qui tente de réconcilier l'Église et la République entre 1900 et 1910. L'Étape évoque les fondements d'une doctrine catholique pure, sans altération due au modernisme. En 1907, la constitution apostolique Lamentabili sane exitu et l'encyclique Pascendi Dominici Gregis du pape Pie X donnent le fil conducteur des théories doctrinales auxquelles le Serment antimoderniste est attaché et que Paul Bourget explique dans Le Pape de l'ordre, dès 1908. Le romancier catholique « magnifie les textes promulgués par le pape qui ont montré le Saint Père dans son rôle providentiel de défenseur de la raison humaine ».

## Réception de l'œuvre

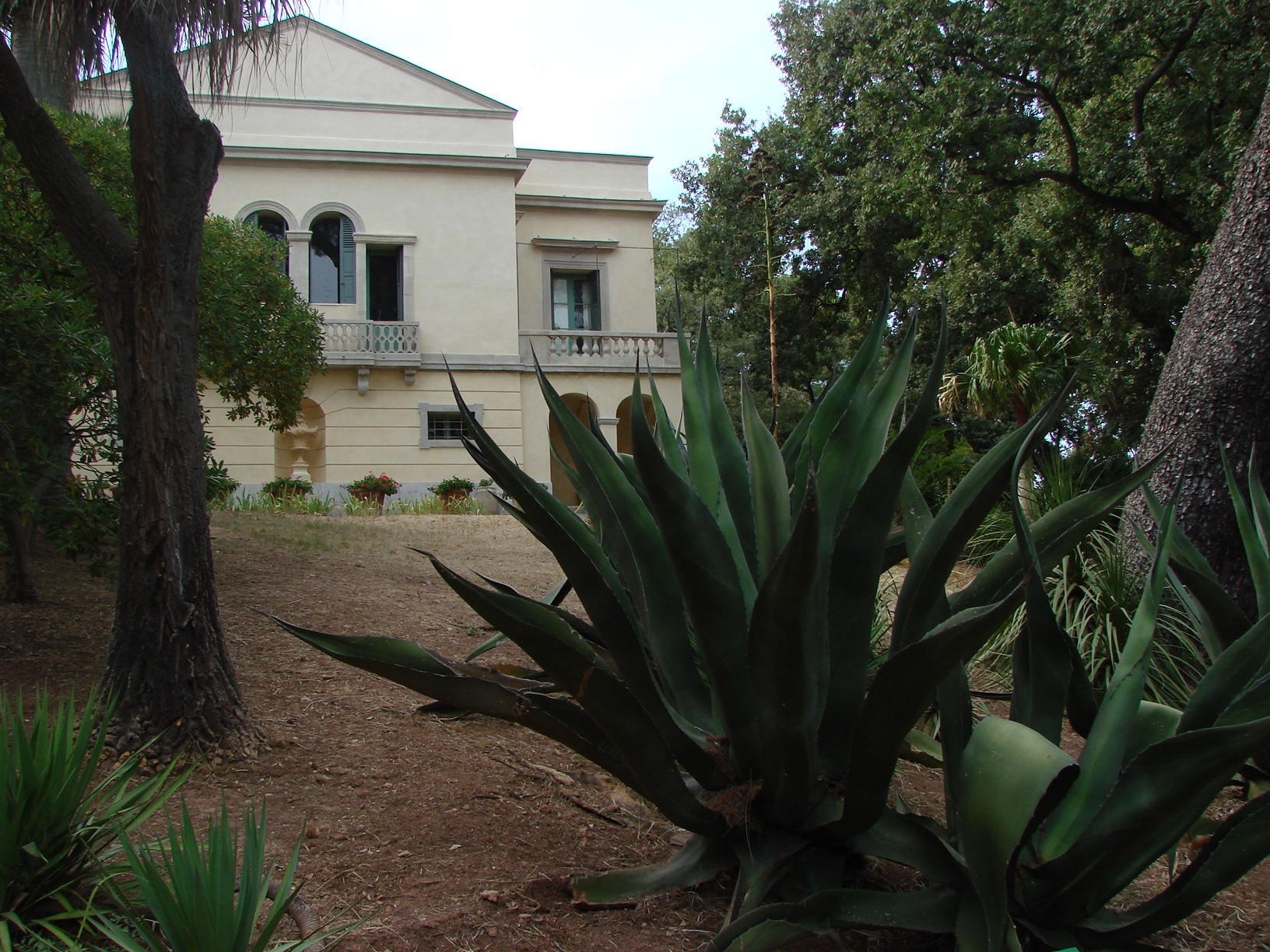
La propriété hyéroise de Paul Bourget, Le Plantier de Costebelle.

### Réactions hostiles au roman
Lors de sa parution, cette œuvre de combat à forte teneur idéologique qui se déroule dans le Paris de l'après Affaire Dreyfus, soulève de violentes objections. Le comte d'Haussonville, bien que monarchiste, critique vivement le zèle de Paul Bourget pour l'Ancien Régime. Des catholiques démocrates comme l'abbé Klein ou le philosophe George Fonsegrive sont également opposés à ce discours maximaliste en faveur de la monarchie. Il en est de même pour le mouvement de Marc Sangnier, Le Sillon. Pour un des proches de l'écrivain, le comte de Voguë, les thèses développées dans le livre sont excessives. Le romancier répond à ses détracteurs en invoquant les autorités : Bonald, Le Play, Taine ou même Auguste Comte. C'est dans Le Gaulois qu'il répond au comte d'Haussonville les 27 juillet et 15 septembre 1902 ou dans l'article intitulé « Les Deux Taines » à l'occasion de la publication de la Correspondance de jeunesse de M. Taine. Bourget y dénonce l'illusion démocratique et se lance dans la politique pour défendre les idées exposées dans L'Étape. Dans une étude sur « Balzac sociologue », il précise et complète les théories développées dans le roman.

Dans son ouvrage Les Dernières Colonnes de l’Église, paru en 1903, Léon Bloy analyse dans une critique sans concession du roman à thèse, les rapports de Bourget avec la religion catholique et ses références incessantes à Louis de Bonald : 

« Et maintenant voyons ce livre dont on peut faire ce que j’ai dit, examinons-le avec soin, malgré l’ennui sombre, puisque, jusqu’à ce jour, c’est par ce seul livre que Bourget est une Colonne de l’Église.
Deux choses me frappent d’abord. Primo, Bourget n’écrit plus du tout. Secundo, tout son catholicisme tient dans une demi-douzaine de phrases du vieux de Bonald. »

### Accueil favorable d'une partie de la critique
Seule l'Action française se déclare en faveur de L'Étape et des thèses de Bourget et notamment Charles Maurras, Henri Vaugeois, le comte de Lur-Saluces, Jacques Bainville, Franz Funck-Brentano ou Théophraste Dupont. L'Étape, « c'est le triomphe de Maurras », constate Henri Bremond. Et logiquement, c'est à l'Action française que le romancier de la Tradition trouve ses lecteurs les plus fervents. En juillet 1902, Charles Maurras et ses amis offrent un banquet en l'honneur de Paul Bourget, flatté et heureux de voir « son effort intimement complètement compris : n'arriver aux idées qu'à travers les faits, à la généralisation qu'à travers l'observation, il n'existe pas de méthode plus scientifique.[...] Elle est la seule qui compte pour le politique.[...] C'est elle qui a présidé à la fondation de votre Action française. Voilà pourquoi votre suffrage m'est deux fois précieux ».
Au printemps 1903, Léon de Montesquiou « voyant dans L'Étape une source de pensée saine et patriotique », organise trois conférences sur ce roman, à Paris, Bruxelles et surtout à Marseille où la réunion, organisée à la demande de Bourget, se déroule devant 1 000 royalistes.

## Postérité du roman
Même si le romancier engagé essuie des critiques acerbes, Paul Bourget, après Le Disciple (1889) et L'Étape (1902) poursuit la démonstration de ses théories politiques et sociales en publiant de nouvelles œuvres engagées comme Un divorce (1904), roman écrit dans sa propriété hyéroise du Plantier de Costebelle, L'Émigré (1905), Le Démon de midi (1914) ou Lazarine (1916).